# Olympische Sommerspiele 1972/Teilnehmer (Brasilien)
| Gelbes Symbol für Goldmedaillen mit stilisierten Olympischen Ringen | Graues Symbol für Silbermedaillen mit stilisierten Olympischen Ringen | Braundes Symbol für Bronzemedaillen mit stilisierten Olympischen Ringen |
| ------------------------------------------------------------------- | --------------------------------------------------------------------- | ----------------------------------------------------------------------- |
| —                                                                   | —                                                                     | 2                                                                       |

Brasilien nahm an den Olympischen Sommerspielen 1972 in München mit einer Delegation von 81 Athleten (78 Männer und drei Frauen) an 44 Wettkämpfen in dreizehn Sportarten teil. Fahnenträger bei der Eröffnungsfeier war der Basketballer Luiz Cláudio Menon.

## Teilnehmer nach Sportarten

### Basketball
Männer
- 7. Platz

- Kader
Adilson
José Aparecido
Bira
Dodi
Fransergio
Hélio Rubens Garcia
Radvilas Gorauskas
Marquinhos
Luiz Cláudio Menon
Mosquito
Zé Geraldo

### Boxen
Männer
- Deusdete Vasconcelos
Bantamgewicht: 2. Runde

- Waldemar de Oliveira
Halbschwergewicht: Achtelfinale

### Fußball
Männer
- Vorrunde

- Kader
  - Tor

1 Vitor
12 Nielsen
  - Abwehr

2 Osmar
3 Fred
4 Terezo
5 Falcão
13 Abel
14 Vagner
16 Ângelo
  - Mittelfeld

6 Celso
7 Pedrinho
8 Rubens Galaxie
15 Bolívar
17 Pintinho
  - Sturm

9 Washington
10 Roberto Dinamite
11 Dirceu
18 Zé Carlos
19 Manoel
  - Trainer

Antoninho

### Gewichtheben
Männer
- Luiz de Almeida
Leichtschwergewicht: 15. Platz

- Thamer Chaim
Superschwergewicht: 11. Platz

### Judo
Männer
- Lhofei Shiozawa
Mittelgewicht: 13. Platz

- Chiaki Ishii
Halbschwergewicht: Bronze 
Offene Klasse: 7. Platz

### Leichtathletik
Männer
- Luiz da Silva
100 Meter: Vorläufe
200 Meter: Vorläufe

- Nelson Prudêncio
Dreisprung: Bronze

### Radsport
Männer
- Luis Carlos Florès
Straßenrennen: DNF

- Miguel Silva Júnior
Straßenrennen: DNF

### Reiten
- Sylvio de Rezende
Dressur, Einzel: 25. Platz

- Antônio Simões
Springen, Einzel: 31. Platz

- Nelson Pessoa Filho
Springen, Einzel: 39. Platz

### Rudern
Männer
- Raúl Bagattini & Érico de Souza
Zweier ohne Steuermann: Hoffnungslauf

### Schießen
- Bertino de Souza
Freie Pistole: 36. Platz

- Durval Guimarães
Freie Pistole: 46. Platz

- Marcos José Olsen
Trap: 8. Platz

- Túlio Miraglia
Trap: 46. Platz

### Schwimmen
| Männer - José Roberto Aranha 100 Meter Freistil: Halbfinale 4 × 100 Meter Freistil: 4. Platz 4 × 200 Meter Freistil: Vorläufe 4 × 100 Meter Lagen: 5. Platz - Rui Oliveira 100 Meter Freistil: Vorläufe 200 Meter Freistil: Vorläufe 4 × 100 Meter Freistil: 4. Platz 4 × 200 Meter Freistil: Vorläufe - Paulo Zanetti 100 Meter Freistil: Vorläufe 4 × 100 Meter Freistil: 4. Platz 4 × 200 Meter Freistil: Vorläufe - Alfredo Carlos Machado 200 Meter Freistil: Vorläufe 400 Meter Freistil: Vorläufe 1500 Meter Freistil: Vorläufe 4 × 200 Meter Freistil: Vorläufe - Paulo Becskehazy 4 × 100 Meter Freistil: 4. Platz - Rômulo Arantes Filho 100 Meter Rücken: Vorläufe 200 Meter Rücken: Vorläufe 4 × 100 Meter Lagen: 5. Platz - José Sylvio Fiolo 100 Meter Brust: 6. Platz 200 Meter Brust: 6. Platz 4 × 100 Meter Lagen: 5. Platz - Sérgio Waismann 100 Meter Schmetterling: Halbfinale 4 × 100 Meter Lagen: 5. Platz - Antônio Azevedo 200 Meter Lagen: Vorläufe 400 Meter Lagen: Vorläufe | Frauen - Lucy Burle 100 Meter Freistil: Vorläufe 200 Meter Freistil: Vorläufe - Cristina Teixeira 100 Meter Brust: Vorläufe 200 Meter Brust: disqualifiziert nach Vorlauf - Maria Isabel Guerra 200 Meter Schmetterling: Vorläufe 200 Meter Lagen: Vorläufe 400 Meter Lagen: Vorläufe |

### Segeln
- Cláudio Biekarck
Finn-Dinghy: 9. Platz

- Reinaldo Conrad & Burkhard Cordes
Flying Dutchman: 4. Platz

- Jan Willem Aten & Jörg Bruder
Star: 4. Platz

- Mario Buckup & Peter Ficker
Tempest: 7. Platz

- Patrick Mascarenhas, Axel Preben-Schmidt & Erik Preben-Schmidt
Soling: 6. Platz

### Volleyball
Männer
- 8. Platz

- Kader
Alexandre Abeid
Aderval Arvani
Bebeto de Freitas
Décio Cattaruzzi
Jorge Delano
João Jens
Alexandre Kalache
José Marcelino
Antônio Carlos Moreno
Mário Procópio
Paulo Sevciuc
Luiz Zech